# Olympische Zomerspelen 2020
De Olympische Zomerspelen 2020 of de Olympische Zomerspelen van de XXXIIe Olympiade werden van 23 juli tot en met 8 augustus 2021 gehouden. Het grootste sportevenement ter wereld zou in eerste instantie gehouden worden van 24 juli tot en met 9 augustus 2020, maar vanwege de coronapandemie die dat jaar uitbrak werden de Olympische Spelen een jaar uitgesteld. De gaststad bleef de Japanse hoofdstad Tokio. Het jaartal in de naamgeving bleef onveranderd. Ze worden de Spelen van de 32e Olympiade genoemd, maar feitelijk is het de 29e effectieve editie van de Zomerspelen sinds 1896, omdat er drie edities niet doorgingen vanwege de twee wereldoorlogen.

## Toewijzing
Tussen 27 mei en 1 september 2011 konden steden zich kandidaat stellen bij het IOC als gastheer. Dit werden Bakoe, Doha, Istanbul, Madrid, Rome en Tokio. De steden hadden vervolgens tot 15 februari 2012 tijd om hun plannen en garanties aan het IOC voor te leggen. Rome trok zich in de tussentijd terug omdat de Italiaanse regering de Olympische Spelen niet kon betalen in deze tijden van economische crisis.
Op basis van de ingeleverde plannen en garanties liet het IOC Bakoe en Doha afvallen en benoemde de drie resterende steden tot de officiële kandidaat-steden. Voor Istanbul was het na 2000, 2004, 2008 en 2012 de vijfde poging en voor Madrid de derde kandidaatstelling op rij. Voor Tokio was het de eerste poging sinds het in 1964 de Spelen had georganiseerd.
De drie kandidaatsteden hadden vervolgens tot 7 januari 2013 de tijd om het bidbook in te dienen. De evaluatiecommissie van het IOC bezocht tussen februari en april de kandidaat-steden. De commissie presenteerde in juni het evaluatierapport. Op 7 september 2013 koos het IOC Tokio tot gaststad tijdens het 125e IOC-congres.
Stemming
| Stemming gaststad OS 2021 | Stemming gaststad OS 2021 | Stemming gaststad OS 2021 | Stemming gaststad OS 2021 | Stemming gaststad OS 2021 | Stemming gaststad OS 2021 |
| ------------------------- | ------------------------- | ------------------------- | ------------------------- | ------------------------- | ------------------------- |
| stad                      | NOC                       | 1e stemronde              | tussenronde               | 2e stemronde              |                           |
| Tokio                     | Japan                     | 42                        | —                         | 60                        |                           |
| Istanbul                  | Turkije                   | 26                        | 49                        | 36                        |                           |
| Madrid                    | Spanje                    | 26                        | 45                        | —                         |                           |

### Achtergrond Japanse kandidaatstelling
In eerste instantie zou Japan de steden Hiroshima en Nagasaki als gezamenlijke kandidaat-stad aanmelden. Beide steden werden in 1945 tijdens de Tweede Wereldoorlog met een kernwapen platgebombardeerd en ze wilden met hun kandidaatstelling ijveren voor een wereld zonder kernwapens. Omdat het volgens de regels van het IOC niet mogelijk is dat Olympische Spelen tegelijk in meerdere steden worden gehouden, weigerde het Japanse NOC de gezamenlijke kandidaatstelling. Hierop trok Nagasaki zich terug. Vervolgens werd geopperd dat Tokio zich kandidaat zou stellen, waarbij dan enkele onderdelen in die beide andere steden gehouden zouden kunnen worden. Nadat in maart 2011 een grote zeebeving en als gevolg daarvan een tsunami en kernramp het land trof, besloot Tokio zich voor 2020 kandidaat te stellen om de Spelen te organiseren als een symbool voor het herstel. Er is afgezien van het houden van onderdelen in Hiroshima en Nagasaki.

## Uitstel tot 2021
In de loop van het eerste kwartaal van 2020, na het ontstaan van de wereldwijde coronacrisis nam de druk op de Japanse organisatie van de Olympische Spelen en het Internationaal Olympisch Comité toe om de Olympische Spelen niet in de zomer van 2020 te laten plaatsvinden. Nadat verscheidene landen zoals Brazilië en grote sportbonden als de Amerikaanse zwembond en de Amerikaanse atletiekbond te kennen hadden gegeven geen afvaardiging te zullen sturen, werd in maart 2020 door het IOC het besluit genomen de Spelen uit te stellen tot 2021. Kort daarna werden een nieuwe start- en einddatum vastgesteld. Op 8 juli 2021 werd bekend dat er geen publiek zal worden toegelaten in de stadions i.v.m. de geldende noodtoestand in de Japanse hoofdstad. In stadions buiten de regio Tokio zal mogelijk beperkt publiek worden toegelaten. Eerder was al bekendgemaakt dat er geen buitenlandse toeschouwers welkom waren. Verder mogen uitgesporte atleten niet langer blijven en dienen binnen 48 uur Japan te verlaten. Door het uitstel van de Olympische Spelen konden bovendien alle kwalificatietoernooien voor de Spelen die in 2020 eveneens moesten worden afgelast vanwege de coronapandemie in 2021 alsnog worden gespeeld. Op deze manier konden alle sporters die nog niet zeker waren van een plaats op de Spelen, zich alsnog proberen te plaatsen, zodat voordat de Spelen begonnen duidelijk was welke sporters er daadwerkelijk naartoe gingen.

## Locaties

### Heritage Zone
Zes locaties bestemd voor acht sporten bevinden zich ten noordwesten van het olympisch dorp. Sommige van deze locaties zijn ook gebruikt voor de Olympische Zomerspelen in 1964.
| Locatie                      | Evenementen                     | Capaciteit | Status   |
| ---------------------------- | ------------------------------- | ---------- | -------- |
| Olympisch Stadion            | Openings- en sluitingsceremonie | 60.102     | Nieuw    |
| Olympisch Stadion            | Atletiek                        | 60.102     | Nieuw    |
| Olympisch Stadion            | Voetbalfinales                  | 60.102     | Nieuw    |
| Yoyogi National Gymnasium    | Handbal                         | 13.291     | Bestaand |
| Ryōgoku Kokugikan            | Boksen                          | 11.098     | Bestaand |
| Tokyo Metropolitan Gymnasium | Tafeltennis                     | 10.000     | Bestaand |
| Nippon Budokan               | Judo                            | 14.471     | Bestaand |
| Nippon Budokan               | Karate                          | 14.471     | Bestaand |
| Tokyo International Forum    | Gewichtheffen                   | 5.012      | Bestaand |

### Baai van Tokio
Dertien locaties bestemd voor vijftien sporten bevinden zich ten zuidoosten van het olympisch dorp. Sommige zijn ook gebruikt voor de Olympische Zomerspelen in 1964.
| Locatie                                     | Evenementen             | Capaciteit                        | Status                           |
| ------------------------------------------- | ----------------------- | --------------------------------- | -------------------------------- |
| Kasai Rinkai Park                           | Kanovaren (slalom)      | 8.000                             | Nieuw                            |
| Oi Hockey Stadium                           | Hockey                  | 15.000                            | Nieuw                            |
| Tokyo Aquatics Centre                       | Schoonspringen          | 15.000                            | Nieuw                            |
| Tokyo Aquatics Centre                       | Synchroonzwemmen        | 15.000                            | Nieuw                            |
| Tokyo Aquatics Centre                       | Zwemmen                 | 15.000                            | Nieuw                            |
| Tokyo Tatsumi International Swimming Center | Waterpolo               | 3.635                             | Bestaand                         |
| Yumenoshimapark                             | Boogschieten            | 7.000                             | Nieuw                            |
| Ariake Arena                                | Volleybal               | 15.000                            | Nieuw                            |
| Ariake Urban Sports Park                    | BMX wielrennen          | 6.000                             | Nieuw                            |
| Ariake Urban Sports Park                    | Skateboarding           | 6.000                             | Nieuw                            |
| Ariake Gymnastics Centre                    | Gymnastiek              | 10.000                            | Tijdelijk                        |
| Ariake Colosseum en Ariake tennispark       | Tennis                  | 20.000 totaal 10.000 centre court | Bestaand                         |
| Odaiba Marine Park                          | Triatlon                | 5.000 zitplaatsen                 | Bestaand met tijdelijke tribunes |
| Odaiba Marine Park                          | Marathonzwemmen         | 5.000 zitplaatsen                 | Bestaand met tijdelijke tribunes |
| Shiokazepark                                | Beachvolleybal          | 12.000                            | Tijdelijk                        |
| Central Breakwater en Sea Forest Waterway   | Paardensport (eventing) | 20.000                            | Bestaand                         |
| Central Breakwater en Sea Forest Waterway   | Roeien                  | 20.000                            | Bestaand                         |
| Central Breakwater en Sea Forest Waterway   | Kanovaren (sprint)      | 20.000                            | Bestaand                         |
| Aomi Urban Sports Venue                     | 3x3 basketbal           | 5.000                             | Tijdelijk                        |
| Aomi Urban Sports Venue                     | Klimsport               | 5.000                             | Tijdelijk                        |

### Afgelegen accommodaties
Vijftien locaties bestemd voor achttien sporten bevinden zich ten minste acht kilometer van het olympisch dorp.
| Locatie                          | Evenementen                              | Capaciteit | Status                           |
| -------------------------------- | ---------------------------------------- | ---------- | -------------------------------- |
| Camp Asaka                       | Schietsport                              |            | Bestaand en uitgebreid           |
| Musashino Forest Sports Plaza    | Moderne vijfkamp (schermen)              | 10.000     | Nieuw                            |
| Musashino Forest Sports Plaza    | Badminton                                | 10.000     | Nieuw                            |
| Ajinomotostadion                 | Voetbal                                  | 49.970     | Bestaand                         |
| Ajinomotostadion                 | Moderne vijfkamp (exclusief schermen)    | 49.970     | Bestaand                         |
| Ajinomotostadion                 | Rugby sevens                             | 49.970     | Bestaand                         |
| Musashinonomoripark              | Wielrennen (start van het wegwielrennen) | N.V.T.     | Tijdelijk                        |
| Saitama Super Arena              | Basketbal                                | 22.000     | Bestaand                         |
| Enoshima                         | Zeilen                                   | 10.000     | Bestaand met tijdelijke tribunes |
| Makuhari Messe                   | Schermen                                 | 6.000      | Bestaand met tijdelijke tribunes |
| Makuhari Messe                   | Taekwondo                                | 6.000      | Bestaand met tijdelijke tribunes |
| Makuhari Messe                   | Worstelen                                | 8.000      | Bestaand met tijdelijke tribunes |
| Baji Koen                        | Paardensport (dressuur, springen)        |            | Bestaand met tijdelijke tribunes |
| Kasumigaseki Country Club        | Golf                                     | 30.000     | Bestaand met tijdelijke tribunes |
| Izu Velodrome                    | Baanwielrennen                           | 5.000      | Bestaand                         |
| Izu Mountain Bike Course         | Mountainbiken                            |            |                                  |
| Yokohama Stadium                 | Honkbal                                  | 30.000     | Bestaand                         |
| Yokohama Stadium                 | Softbal                                  | 30.000     | Bestaand                         |
| Fukushima Azuma Baseball Stadium | Honkbal (openingswedstrijd)              | 30.000     | Bestaand                         |
| Fukushima Azuma Baseball Stadium | Softbal (openingswedstrijd)              | 30.000     | Bestaand                         |
| Fuji Speedway                    | Wegwielrennen (finish)                   |            | Bestaand                         |
| Odori Park, Sapporo (Hokkaido)   | Atletiek (marathon en snelwandelen)      |            | Bestaand                         |

### Voetbalstadions
| Stadion                        | Locatie  | Evenementen                                                      | Aantal wedstrijden | Capaciteit | Status   |
| ------------------------------ | -------- | ---------------------------------------------------------------- | ------------------ | ---------- | -------- |
| International Stadium Yokohama | Yokohama | Voorrondes Vrouwen halve finale Mannen finale                    | 10                 | 70.000     | Bestaand |
| Ajinomotostadion               | Tokio    | Mannen en vrouwen openingswedstrijd                              | 4                  | 49.000     | Bestaand |
| Saitamastadion                 | Saitama  | Voorrondes Kwartfinale Mannen halve finale Mannen bronzen finale | 11                 | 62.000     | Bestaand |
| Miyagistadion                  | Rifu     | Voorrondes Kwartfinales                                          | 10                 | 49.000     | Bestaand |
| Kashimastadion                 | Kashima  | Voorrondes Kwartfinales Halve finales Vrouwen bronzen finale     | 10                 | 40.728     | Bestaand |
| Sapporo Dome                   | Sapporo  | Voorrondes                                                       | 10                 | 42.000     | Bestaand |
| Nieuw Olympisch Stadion        | Tokio    | Vrouwen finale                                                   | 2                  | 60.012     | Nieuw    |

### Extrasportieve accommodatie
- Harumi Futo: Olympisch dorp
- Tokyo Big Sight Conference Tower: Internationaal Mediacentrum

## Sporten
Op deze Spelen staan 33 olympische sporten op het programma, vijf meer dan in 2016.

### Nieuwe sporten
Nadat golf en rugby (als rugby sevens) na jarenlange afwezigheid hun wederoptreden maakten op de Spelen van 2016 gingen er stemmen op om andere sporten te schrappen. Badminton, taekwondo en moderne vijfkamp waren het meest kwetsbaar. Echter werd voorgesteld om in 2020 worstelen te schrappen, een van de oudste olympische sporten die er al van 1896 bij was en zelfs vroeger bij de oude Olympische Spelen. Er kwam echter veel tegenstand uit een aantal landen en, mede na aanpassing van bepaalde spelregels, werd beslist om worstelen toch op het programma te houden.
Op 3 augustus 2016 maakte het IOC bekend dat honkbal (mannen), softbal (vrouwen), karate, klimsport, skateboarden en surfen nieuwe olympische sporten worden, voorlopig alleen deze keer.

### Mutaties
| Sport           | Nieuw                                                                                   | Wijzigingen |
| --------------- | --------------------------------------------------------------------------------------- | --- |
| Atletiek        | 4x400 estafette gemengd                                                                 | |
| Basketbal       | 3 tegen 3 (m) 3 tegen 3 (v)                                                             | |
| Boksen          |                                                                                         | -59 kg (v) vervangt -49 kg (m) -68 kg (v) vervangt 64 kg (m) |
| Boogschieten    | Gemengde landenwedstrijd                                                                | |
| Gewichtheffen   |                                                                                         | Min lichtzwaar (m) |
| Honkbal         | Mannen                                                                                  | |
| Judo            | Gemengde landenwedstrijd                                                                | |
| Karate          | Kata (m) Kata (v) 3 gewichtsklassen (m) 3 gewichtsklassen (v)                           | |
| Kanovaren       |                                                                                         | C1 200m (v) vervangt C1 200m (m) C2 500m (v) vervang K2 200m (m) C1 slalom (v) vervangt C2 (m) slalom K-4 500m (m) vervangt K-4 1000 m (m)                                                 |
| Klimsport       | Combinatie van Bouldering, Lead & Speed (m) Combinatie van Bouldering, Lead & Speed (v) | |
| Roeien          |                                                                                         | Vier-zonder (v) vervangt Lichte vier-zonder (m) |
| Schermen        | Sabel team (m) Floret team (v) Einde van het roulatieschema van de teamonderdelen       | |
| Schieten        |                                                                                         | 10 m luchtgeweer landenwedstrijd (g) vervangt 50 meter geweer liggend (m) 10 m luchtpistool landenwedstrijd (g) vervangt 50 m pistool (m) Trap landenwedstrijd (g) vervangt Dubbeltrap (m) |
| Skateboarden    | Street (m) Street (v) Park (m) Park (v)                                                 | |
| Softbal         | Vrouwen                                                                                 | |
| Surfen          | Shortboard (m) Shortboard (v)                                                           | |
| Tafeltennis     | Gemengd dubbelspel                                                                      | |
| Triatlon        | Gemengde estafette                                                                      | |
| Wielrennen Baan | Koppelkoers (m) Koppelkoers (v)                                                         | |
| Wielrennen BMX  | Freestyle Park (m) Freestyle Park (v)                                                   | |
| Zwemmen         | 800 m (m) 1500m (v) 4x100m wisselslag estafette gemengd                                 | |
|                 | +34                                                                                     | −1 |

## Kalender
| ● | Openingsceremonie | ● | Wedstrijden | 1 | Wedstrijden met medailles | G | Gala | ● | Sluitingsceremonie |

| juli/augustus 2021 | juli/augustus 2021 | 21 wo | 22 do | 23 vr | 24 za | 25 zo | 26 ma | 27 di | 28 wo | 29 do | 30 vr | 31 za | 1 zo | 2 ma | 3 di | 4 wo | 5 do | 6 vr | 7 za | 8 zo | Totaal |
| ------------------ | ------------------ | ----- | ----- | ----- | ----- | ----- | ----- | ----- | ----- | ----- | ----- | ----- | ---- | ---- | ---- | ---- | ---- | ---- | ---- | ---- | ------ |
| Ceremonie          | Ceremonie          |       |       | ●     |       |       |       |       |       |       |       |       |      |      |      |      |      |      |      | ●    |        |
| Atletiek           | Atletiek           |       |       |       |       |       |       |       |       |       | 1     | 3     | 4    | 5    | 6    | 5    | 8    | 8    | 7    | 1    | 48     |
| Badminton          | Badminton          |       |       |       | ●     | ●     | ●     | ●     | ●     | ●     | 1     | 1     | 1    | 2    |      |      |      |      |      |      | 5      |
| Basketbal          | Basketbal          |       |       |       |       | ●     | ●     | ●     | ●     | ●     | ●     | ●     | ●    | ●    | ●    | ●    | ●    | ●    | 1    | 1    | 4      |
| Basketbal          | 3×3 Basketbal      |       |       |       | ●     | ●     | ●     | ●     | 2     |       |       |       |      |      |      |      |      |      |      |      | 4      |
| Boksen             | Boksen             |       |       |       | ●     | ●     | ●     | ●     | ●     | ●     | ●     | ●     | ●    |      | 2    | 1    | 1    | 1    | 4    | 4    | 13     |
| Boogschieten       | Boogschieten       |       |       | ●     | 1     | 1     | 1     | ●     | ●     | ●     | 1     | 1     |      |      |      |      |      |      |      |      | 5      |
| Gewichtheffen      | Gewichtheffen      |       |       |       | 1     | 2     | 1     | 2     | 1     |       |       | 2     | 1    | 2    | 1    | 1    |      |      |      |      | 14     |
| Golf               | Golf               |       |       |       |       |       |       |       |       | ●     | ●     | ●     | 1    |      |      | ●    | ●    | ●    | 1    |      | 2      |
| Gymnastiek         | Turnen             |       |       |       | ●     | ●     | 1     | 1     | 1     | 1     |       |       | 4    | 3    | 3    | G    |      |      |      |      | 18     |
| Gymnastiek         | Ritmisch           |       |       |       |       |       |       |       |       |       |       |       |      |      |      |      |      | ●    | 1    | 1    | 18     |
| Gymnastiek         | Trampoline         |       |       |       |       |       |       |       |       |       | 1     | 1     |      |      |      |      |      |      |      |      | 18     |
| Handbal            | Handbal            |       |       |       | ●     | ●     | ●     | ●     | ●     | ●     | ●     | ●     | ●    | ●    | ●    | ●    | ●    | ●    | 1    | 1    | 2      |
| Hockey             | Hockey             |       |       |       | ●     | ●     | ●     | ●     | ●     | ●     | ●     | ●     | ●    | ●    | ●    | ●    | 1    | 1    |      |      | 2      |
| Honkbal            | Honkbal            |       |       |       |       |       |       |       | ●     | ●     | ●     | ●     | ●    | ●    | ●    | ●    | ●    |      | 1    |      | 1      |
| Judo               | Judo               |       |       |       | 2     | 2     | 2     | 2     | 2     | 2     | 2     | 1     |      |      |      |      |      |      |      |      | 15     |
| Kanovaren          | Slalom             |       |       |       |       | ●     | 1     | 1     | ●     | 1     | 1     |       |      |      |      |      |      |      |      |      | 16     |
| Kanovaren          | Sprint             |       |       |       |       |       |       |       |       |       |       |       |      | ●    | 4    | ●    | 4    | ●    | 4    |      | 16     |
| Karate             | Karate             |       |       |       |       |       |       |       |       |       |       |       |      |      |      |      | 3    | 3    | 2    |      | 8      |
| Klimsport          | Klimsport          |       |       |       |       |       |       |       |       |       |       |       |      |      | ●    | ●    | 1    | 1    |      |      | 2      |
| Moderne vijfkamp   | Moderne vijfkamp   |       |       |       |       |       |       |       |       |       |       |       |      |      |      |      | ●    | 1    | 1    |      | 2      |
| Paardensport       | Paardensport       |       |       |       | ●     | ●     |       | 1     | 1     |       | ●     | ●     | ●    | 2    | ●    | 1    |      | ●    | 1    |      | 6      |
| Roeien             | Roeien             |       |       | ●     | ●     | ●     | ●     | 2     | 4     | 4     | 4     |       |      |      |      |      |      |      |      |      | 14     |
| Rugby              | Rugby              |       |       |       |       |       | ●     | ●     | 1     | ●     | ●     | 1     |      |      |      |      |      |      |      |      | 2      |
| Schermen           | Schermen           |       |       |       | 2     | 2     | 2     | 1     | 1     | 1     | 1     | 1     | 1    |      |      |      |      |      |      |      | 12     |
| Schietsport        | Schietsport        |       |       |       | 2     | 2     | 2     | 2     | ●     | 2     | 1     | 2     | ●    | 2    |      |      |      |      |      |      | 15     |
| Schoonspringen     | Schoonspringen     |       |       |       |       | 1     | 1     | 1     | 1     |       | ●     | ●     | 1    | ●    | 1    | ●    | 1    | ●    | 1    |      | 8      |
| Skateboarden       | Skateboarden       |       |       |       |       | 1     | 1     |       |       |       |       |       |      |      |      | 1    | 1    |      |      |      | 4      |
| Softbal            | Softbal            | ●     | ●     |       | ●     | ●     | ●     | 1     |       |       |       |       |      |      |      |      |      |      |      |      | 1      |
| Surfen             | Surfen             |       |       |       |       | ●     | ●     | ●     | 2     |       |       |       |      |      |      |      |      |      |      |      | 2      |
| Synchroonzwemmen   | Synchroonzwemmen   |       |       |       |       |       |       |       |       |       |       |       |      | ●    | ●    | 1    |      | ●    | 1    |      | 2      |
| Taekwondo          | Taekwondo          |       |       |       | 2     | 2     | 2     | 2     |       |       |       |       |      |      |      |      |      |      |      |      | 8      |
| Tafeltennis        | Tafeltennis        |       |       |       | ●     | ●     | 1     | ●     | ●     | 1     | 1     |       | ●    | ●    | ●    | ●    | 1    | 1    |      |      | 5      |
| Tennis             | Tennis             |       |       |       | ●     | ●     | ●     | ●     | ●     | ●     | 1     | 1     | 3    |      |      |      |      |      |      |      | 5      |
| Triatlon           | Triatlon           |       |       |       |       |       | 1     | 1     |       |       |       | 1     |      |      |      |      |      |      |      |      | 3      |
| Voetbal            | Voetbal            | ●     | ●     |       | ●     | ●     |       | ●     | ●     |       | ●     | ●     |      | ●    | ●    |      | ●    | 1    | 1    |      | 2      |
| Volleybal          | Beach volleyball   |       |       |       | ●     | ●     | ●     | ●     | ●     | ●     | ●     | ●     | ●    | ●    | ●    | ●    | ●    | 1    | 1    |      | 4      |
| Volleybal          | Volleybal          |       |       |       | ●     | ●     | ●     | ●     | ●     | ●     | ●     | ●     | ●    | ●    | ●    | ●    | ●    | ●    | 1    | 1    | 4      |
| Waterpolo          | Waterpolo          |       |       |       | ●     | ●     | ●     | ●     | ●     | ●     | ●     | ●     | ●    | ●    | ●    | ●    | ●    | ●    | 1    | 1    | 2      |
| Wielersport        | Weg                |       |       |       | 1     | 1     |       |       | 2     |       |       |       |      |      |      |      |      |      |      |      | 22     |
| Wielersport        | Baan               |       |       |       |       |       |       |       |       |       |       |       |      | 1    | 2    | 1    | 2    | 2    | 1    | 3    | 22     |
| Wielersport        | BMX                |       |       |       |       |       |       |       |       | ●     | 2     | ●     | 2    |      |      |      |      |      |      |      | 22     |
| Wielersport        | Mountainbike       |       |       |       |       |       | 1     | 1     |       |       |       |       |      |      |      |      |      |      |      |      | 22     |
| Worstelen          | Worstelen          |       |       |       |       |       |       |       |       |       |       |       | ●    | 3    | 3    | 3    | 3    | 3    | 3    |      | 18     |
| Zeilen             | Zeilen             |       |       |       |       | ●     | ●     | ●     | ●     | ●     | ●     | 2     | 2    | 2    | 2    | 2    |      |      |      |      | 10     |
| Zwemmen            | Zwemmen            |       |       |       | ●     | 4     | 4     | 4     | 5     | 5     | 4     | 4     | 5    |      |      | 1    | 1    |      |      |      | 37     |
| Totaal             | Totaal             |       |       |       | 11    | 18    | 21    | 22    | 23    | 17    | 21    | 21    | 25   | 22   | 24   | 17   | 27   | 23   | 34   | 13   | 339    |
| Cumulatief         | Cumulatief         |       |       |       | 11    | 29    | 50    | 72    | 95    | 112   | 133   | 154   | 179  | 201  | 225  | 242  | 269  | 292  | 326  | 339  | 339    |
| juli/augustus 2021 | juli/augustus 2021 | 21 wo | 22 do | 23 vr | 24 za | 25 zo | 26 ma | 27 di | 28 wo | 29 do | 30 vr | 31 za | 1 zo | 2 ma | 3 di | 4 wo | 5 do | 6 vr | 7 za | 8 zo | Totaal |

## Deelnemende landen
Hieronder staan de landen die deelnemen aan de Spelen van Tokio. Noord-Korea gaf in april 2021 te kennen dat het land niet zal deelnemen. Rusland mocht geen landenploeg sturen. Russische atleten nemen deel als ploeg van het Russisch Olympisch Comité (ROC). 

## Medailles

### Medaillespiegel
In onderstaande tabel de top 10. Het gastland heeft een blauwe achtergrond. De gegevens zijn in overeenstemming met de ranglijst zoals die door het IOC is opgesteld.
| Plaats | Land             | NOC | Goud | Zilver | Brons | Totaal |
| ------ | ---------------- | --- | ---- | ------ | ----- | ------ |
| 1      | Verenigde Staten | USA | 39   | 41     | 33    | 113    |
| 2      | China            | CHN | 38   | 32     | 18    | 88     |
| 3      | Japan            | JPN | 27   | 14     | 17    | 58     |
| 4      | Groot-Brittannië | GBR | 22   | 21     | 22    | 65     |
| 5      | Russische ploeg  | ROC | 20   | 28     | 23    | 71     |
| 6      | Australië        | AUS | 17   | 7      | 22    | 46     |
| 7      | Nederland        | NED | 10   | 12     | 14    | 36     |
| 8      | Frankrijk        | FRA | 10   | 12     | 11    | 33     |
| 9      | Duitsland        | GER | 10   | 11     | 16    | 37     |
| 10     | Italië           | ITA | 10   | 10     | 20    | 40     |

Bron klassement: 